# 台城礼拜堂
台城礼拜堂，位于中国广东省江门市台山市台城镇，为台山市的一个市级文物保护单位，类型为近现代重要史迹及代表性建筑，公布时间为2002年。
台城礼拜堂的历史年代为民国。

## 名称
台城礼拜堂，历史上有多个名称。堂名原为刚德堂，或江德堂，粤语“刚”与“江”字同音，因纪念西人刚德牧师(Rev. Ira Miller Condit)捐助筑堂费用而得名。又因地处西门街（今称台西路，旧县城西城门以西），而俗称西门堂，以地名命之以示区分。中华人民共和国成立以后，经历五十年代基督教宗派大联合，台城及周边地区各新教宗派合并于刚德堂，成为台城唯一的崇拜场所，故现今多称为台城堂。

## 历史
1880年左右，美北长老会派遣传教士富利惇前往广东的四邑地区，即新会、新宁（今台山）、开平、恩平传教，建立基址。此地区是中国晚清有名的侨乡，出洋者众，尤其因淘金热、太平洋铁路工程的兴起，大批邑人前往北美谋生。由于华人的聚集，北美各大城市形成华人聚居区，美国本土不少教会尝试接触当地的华人社区，向华人传播福音，并协助华人融入主流社会。其中长老会是其中一个主要积极参与者，前往这些华人在中国的家乡宣教和在美国本土华人社区传播福音这两项事工相辅相成。
富利惇抵达台山后，先在县城南门外街租铺一间，设为福音堂，并附设义学，这是刚德堂历史的开端。当时有本地华人助手两名，曾子刚和伍文庆（伍文庆牧师后往加拿大，为多伦多中华基督教长老会的拓荒者）。1891年，牧师那夏礼（那夏礼即培英中学之创办人、校祖）和谭约瑟选立陈宜道和黄天爵二人担任长老。
鉴于城南福音堂址位置偏僻，卫生条件极差，教会遂打算在西门街一地段购地自建堂址，然而当时风气未开，基于仇教、风水等原因，购地建堂遭到街坊邻里等多方阻挠，官府也束手无策。于是刚德与富利惇牧师分别禀请美国驻广州领事馆，并照会两广总督张制军，说及“美国长老会契买新宁县西门街空地，欲建设教堂，屡被士人抗阻，不准起高，本领事欲亲往此处，量度该地方之庙宇祠堂之高低，照尺寸建造云云。”几经波折，教会终得地方应允，于1896年将新堂建设完工，以“刚德宣道堂”命名之，以纪念刚德牧师捐赠建筑费500美金。同时并开设刚德学校，堂内设刚德男校，对面则兴建刚德女校。
1907年，北美长老会华人信徒回粤组建“华人长老自理传道总会”，亦称四邑长老自理传道会，即广东长老传道会前身，脱离西差会，由华人自立自理。此会华侨背景深厚，其堂点遍布侨乡台、开、恩、新四地及省城广州。1916年，广东长老传道会在刚德堂旁边兴建一座建筑，命名为富利惇纪念堂，以纪念富利惇牧师对教会的贡献。
刚德堂地处台城县城，能通达四乡，是广东长老传道会的中心堂点之一。
1922年，以长老黄煦春为首，发起募捐，重建刚德堂与刚德小学。黄煦春率先慨捐五千大元作作为提倡，海外会众纷纷捐款。黄长老被选为扩建堂校之总理，不遗余力推动重建工作。新落成礼拜堂建筑面积640平方米，为典型的长老会式对称双塔立面，墙砌红砖，灰碌筒瓦。
1922年，随着广东长老传道会加入中华基督教会，刚德堂成为中华基督教会广东协会下的一个堂会。
1959年，台山基督教宗派大联合，台城城区的刚德堂、公理堂（纲纪慎堂）、浸信会、循道会、安息日会及周边的平岗堂、四九堂、五十堂合并，保留刚德堂为本区唯一崇拜场所，自此刚德堂改成台城堂。
1966年，文化大革命爆发后，教堂被迫停止活动。
1981年4月，复堂恢复正常宗教活动，是广东省内较早复堂的堂点之一。